# Zamacra
Zamacra is een geslacht van vlinders van de familie spanners (Geometridae), uit de onderfamilie Ennominae.

## Soorten
- Z. diaphanaria Püngeler, 1903
- Z. excavata Dyar, 1905
- Z. flabellaria Heeger, 1838
- Z. juglansiaria Graeser, 1888
- Z. praeacutaria Inoue, 1976